# 9521 Martinhoffmann
9521 Martinhoffmann (1980 FS1) là một tiểu hành tinh vành đai chính được phát hiện ngày 16 tháng 3 năm 1980 bởi C.-I. Lagerkvist ở Đài thiên văn Nam Âu.